# Termes comuns en el transport ferroviari de passatgers
En el transport ferroviari de passatgers es fan servir diversos termes i el seu ús difereix substancialment entre els diferents àmbits i països.

## Transport de trànsit ràpid o independent
El terme transport de trànsit ràpid (pres de l'anglès rapid transit system) no posseeix una traducció exacta en català, però s'utilitzarà en aquest article per agrupar els mitjans de transport de passatgers que circulen sobre un o més carrils i separats d'altres mitjans de transport públic, com els trens suburbans, tramvies, autobusos i altres formes de transport públic i privat, característica que els distingeix d'altres tipus de transport ferroviari.
Generalment aquests mitjans de transport solen circular al subterrani, encara que també poden fer-ho sobre vies elevades o a nivell del sòl però sense cap mena de pas a nivell amb altres mitjans de transport. Les xarxes de trànsit ràpid estan electrificades i solen connectar el centre de les ciutats amb els barris més propers, encara que l'eficiència d'aquest mitjà de transport ha fet que moltes línies es perllonguin fins a àrees suburbanes. Els termes més comuns utilitzats per denominar a aquest mitjà de transport ràpid són:

### Metro, Metropolità
Metre és el terme més comú per referir-se a aquest sistema de transport. El terme pot referir-se només a la part subterrània del sistema o al sistema complet. També pot referir-se, encara que en rares ocasions, a un tipus de tren lleuger.
És també el terme més comú en gairebé tots els idiomes. S'empra en gairebé totes les xarxes que hi ha a Europa, Àsia i Oceania, en idioma portuguès, francès i en italià. En anglès es fa servir per referir-se a les xarxes situades en països de parla no anglesa, així com per a algunes xarxes del Regne Unit (Tyne & Wear Metro). A França i Portugal també sol usar-se la paraula Metropolità (Metropolità de Lisboa) i a Itàlia Metropolitana (Metropolitana de Milà).

### Subterrani
Els termes Subterrani i col·loquialment Subte s'usen a l'Argentina, Paraguai i Uruguai, encara que solament el primer país compta amb una xarxa de trànsit ràpid (Subte de Buenos Aires). A diferència de metro, el terme només s'empra per descriure una xarxa que és enterament subterrània.

### Subway
És un terme de llengua anglesa, i encara que pot traduir-se literalment com a via subterrània, el seu significat s'aproxima més al terme metro, ja que es fa servir per referir-se a xarxes de trànsit ràpid que circulen o no sota terra. És el terme més comunament utilitzat als Estats Units (New York City Subway), en algunes parts del Canadà i a Escòcia.

### Underground, Tube
A Londres s'empren els termes Underground i col·loquialment Tube, que poden traduir-se de l'anglès com a subterrani i tub, respectivament, però tots dos serveixen per designar a tota la xarxa de trànsit ràpid d'aquesta ciutat, que només circula parcialment sota terra.

### U-Bahn
El terme utilitzat per referir-se als sistemes de trànsit ràpid a Alemanya, Àustria i els cantons de parla alemanya de Suïssa és U-Bahn (una reducció de Untergrundbahn, que en alemany significa ferrocarril subterrani). Aquest es fa servir per referir-se a les xarxes de trànsit ràpid íntegrament, encara que circulin parcialment sota terra. Es diferencia del terme S-Bahn, usat per referir-se al sistema urbà i suburbà de trens que circulen enterament per la superfície.

### Elevated
Traduït de l'anglès com a elevats o de vies elevades, és la manera com es denomina a certes línies o trams de diferents xarxes de trànsit ràpid als Estats Units (L de Chicago) i Perú (Elevat de Lima) i el Regne Unit que circulen sobre el nivell del carrer. Col·loquialment sol denominar-los-hi simplement L (en anglès pronunciï's el).

## Transports ferroviaris lleugers

### Tramvies
Els tramvies (tramway en anglès; Straßenbahn a Alemanya i Àustria; Tram a Suïssa; Tramway o Tram, Métrobus en Ruan, França) són mitjans de transport de passatgers pels carrers que circulen sobre vies no reservades. Els primers tramvies van circular mitjançant tracció animal i a vapor; el primer tramvia elèctric es va posar en servei a Berlín en 1879. Una de les xarxes de tramvies més famoses i antigues del món és la de la ciutat de San Francisco, a Califòrnia, que és propulsat per cable. Els tramvies són molt comuns a les ciutats europees, tals com el tramvia de Barcelona.

### Tren tramvia
El tren tramvia o tren-tram, (en anglès: Tram-train) és un vehicle derivat del tramvia capaç d'executar diverses rutes. La doble capacitat de voltatge del tren tramvia li permet l'accés a les infraestructures de ferrocarrils i tramvies, pot funcionar dins de les normes ferroviàries i passar a un funcionament en modus tramvia en entrar a la ciutat. Alemanya n'és pionera i es troba en l'avantguarda d'aquest concepte amb una primera línia oberta a Karlsruhe el 1992, nucli d'una xarxa de més de quatre cents quilòmetres el 2015.

### Tren lleuger
El tren lleuger és un sistema de transport ferroviari de passatgers de capacitat mitjana a escala regional i metropolitana amb unitats tipus tramvia o una classe intermèdia entre un tramvia i un tren, que permet la connexió entre nuclis urbans i zones rurals i que crea a més nous potencials de desenvolupament urbà. Opera sobre un sistema que està parcialment o totalment segregat del trànsit vehicular, amb carrils reservats i vies apartades.
Desenvolupats en els anys 70 juntament amb el ressorgiment dels tramvies, funcionen alimentats per electricitat subministrada a través d'una catenària o per motoritzacions dièsel. El Tren Lleuger de la Ciutat de Mèxic és un bon exemple d'aquest tipus de sistema.

### Premetro
El premetro és un mitjà de transport de passatgers molt similar al tren lleuger, que circula a l'aire lliure i inclou segments del seu recorregut construïts amb els estàndards d'un sistema de metre. S'utilitza per estendre les línies de metro subterrani en àrees on les necessitats no justifiquen la construcció d'infraestructures més complexes. Un exemple és el Premetro de Buenos Aires, que constitueix una prolongació de la línia I de subtes però per la superfície.
A Alemanya i Àustria es denomina S-Bahn (una reducció de Stadtbahn, que en alemany significa ferrocarril urbà) i posseeix característiques de trens urbans i suburbans.

## Transports ferroviaris pesants
Amb aquest terme es denomina a aquells transports ferroviaris de passatgers que es diferencien dels metros i dels trens lleugers i que habitualment s'identifiquen com ferrocarrils de passatgers.

### Trens de rodalia
Amb aquestes denominacions solen agrupar-se els ferrocarrils de curt o mig abast i que transporten diàriament gran quantitat de passatgers. Solen classificar-se en trens urbans quan el seu recorregut només serveix a una ciutat o només fins al seu centre, i trens suburbans, trens metropolitans o trens regionals els que donen servei entre el centre d'una ciutat i els seus suburbis, llur àrea metropolitana i/o altres ciutats i pobles propers. Poden ser serveis electrificats o amb locomotores diesel. Algunes ciutats, com Buenos Aires, posseeixen una extensa xarxa de trens suburbans.
En anglès se'ls coneix com a commuter rails i en francès com trains de banlieue.

### Trens interurbans, trens regionals, trens de llarga distància
Es coneixen com a trens interurbans, regionals o trens de llarga distància als trens de passatgers que presten servei de llarg abast, entre diferents ciutats d'un país o en alguns casos de diferents països. A diferència d'altres tipus de transport ferroviari, aquests estan equipats amb serveis que permeten recórrer grans distàncies, com a cabines, carro menjador o fins i tot preparats per transportar automòbils particulars. Aquests, segons les velocitats que aconsegueixin, poden denominar-se trens d'altes prestacions o trens d'alta velocitat (com la xarxa espanyola d'alta velocitat).

## Altres tipus de transport ferroviari
Altres mitjans de transport ferroviari inclouen sistemes totalment automatitzats, com el People Mover (en anglès transportador de persones), que solen prestar serveis en trajectes curts, com dins de les instal·lacions d'un aeroport o en un parc temàtic. Aquests solen ser similars als monocarrils.

### Monocarril
El monocarril, com el seu nom indica, és un mitjà de transport ferroviari que opera amb un sól carril, ja sigui suspès o recolzat sobre aquest. Aquests circulen com a xarxes de metro o trens de rodalies en gairebé tots els casos (com el monocarril de Tòquio) o amb finalitats turístiques o recreatives (com el monocarril de Walt Disney World). Un tipus particular de monocarril és el tren de levitació magnètica, i el Xangai Maglev és l'únic al món que operava comercialment a 2009.

### Ferrocarrils de cremallera
Similars als ferrocarrils, compten amb un tercer carril que els permet pujar per grans pendents. S'utilitzen en trens de muntanya o amb finalitats turístiques.

### Funiculars
Els funiculars són similars als ferrocarrils de cremallera, encara que no sempre compten amb un tercer carril. Serveixen per salvar grans pendents en recorreguts curts, per la qual cosa també se solen conèixer com a ascensors, com en el cas de Valparaíso.

## Comparació entre diferents tipus de ferrocarril
| Característiques                                       | Tramvia                                   | Tren lleuger/Premetro                                            | Metro/Subte             | Tren de rodalies                  |
| ------------------------------------------------------ | ----------------------------------------- | ---------------------------------------------------------------- | ----------------------- | --------------------------------- |
| Població urbana(en milers de persones)                 | 200-5.000                                 | 500-3.000                                                        | Més de 4.000            | Més de 3.000                      |
| Carrils                                                | Juntament amb altres mitjans de transport | Separats d'altres mitjans de transport en gairebé tots els casos | Independents            | Independents                      |
| Font d'energia                                         | Catenària                                 | CatenàriaAPS                                                     | Catenària Tercer carril | Catenària Tercer carril Locomotor |
| Cotxes o vagons per tren                               | 1-2                                       | 2-4                                                              | Fins a 9                | Fins a 12                         |
| Velocitat mitjana (km/h)                               | 10-20                                     | 30-40                                                            | 30-40                   | 45-65                             |
| Passatgers per tren                                    | 125-250                                   | 260-520                                                          | 800-1.000               | 1.000-2.200                       |
| Màxima quantitat de passatgers per hora en cada sentit | 7.500                                     | 11.000                                                           | 22.000                  | 48.000                            |